# Estação Monte Tabor
A Estação Monte Tabor é uma das estações do Metrô de Santiago, situada em Santiago, entre a Estação Del Sol e a Estação Las Parcelas. Faz parte da Linha 5.
Foi inaugurada em 3 de fevereiro de 2011. Localiza-se no cruzamento da Avenida Pajaritos com a Rua Monte Tabor. Atende a comuna de Maipú.